# Karl Bettelheim
Karl Bettelheim (Pozsony, 1840. szeptember 28. - Bécs, 1895. július 27.) osztrák orvos és tanár.
A bécsi egyetemen tanult, Hyrtl, Rokitanszky és Skorka tanítványa volt. Diplomája elnyerése után Oppolzer asszisztense lett, 1873-ban pedig magántanárrá habilitálták a bécsi egyetemen a belgyógyászattanból. 1870-1878-ig szerkesztője volt a „Medizinisch-Chirurgische Rundschau”-nak, továbbá főorvosa volt a Poliklinika belgyógyászati osztályának. Tudományos működése a szív- és véredényrendszer működésére vonatkoznak és több előkelő szakfolyóiratban jelentek meg. Igen fontos munkái a következők: Über bereglische Körperchen im Blute: Über einen Fall von Phosphorvergiftung (1868, W. Med. Pro.); Ein Fall von Echinoccocus Cerebri; Stenose eines Astes der Pulmonararterie; Bemerkungen zur Diagnose des Magencarcinoms (a Vierteljahrschift für Psychiatrie-ban); Die sichbare Pulsation der Arteria Bracchialis (1878); Die Bandwürmen beim Menschen (1879); Entstehung des zweiten Tones in der Carotis (1883).